# Jüdischer Friedhof (Erdmannrode)
Der jüdische Friedhof in Erdmannrode, einem Ortsteil der Gemeinde Schenklengsfeld im Landkreis Hersfeld-Rotenburg in Hessen, ist 700 m² groß. Der jüdische Friedhof liegt außerhalb von Erdmannrode an einem Waldrand, etwa 500 Meter vom allgemeinen Friedhof entfernt, der gleichfalls außerhalb des Ortes liegt. Die Anzahl der Grabsteine beträgt 74. Die erste Belegung erfolgte 1869. Mit der Auflösung der jüdischen Gemeinde im Jahr 1928 endete die Neubelegung.